# Rail tubulaire

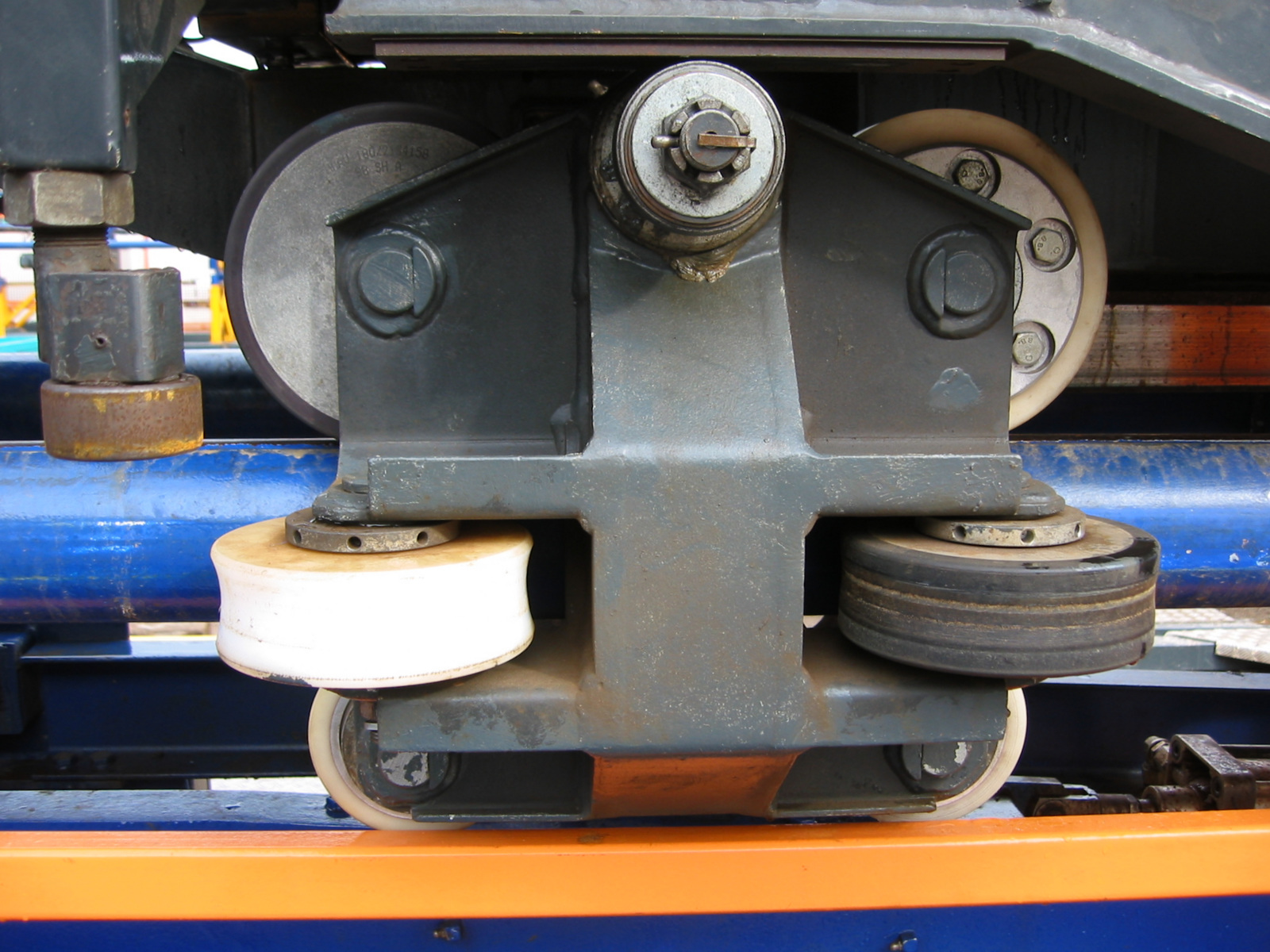
Rail tubulaire

On entend par rails tubulaires, deux rails parallèles et de forme cylindrique permettant aux wagons des montagnes russes de réaliser des manœuvres beaucoup plus audacieuses et de traverser des éléments plus tortueux que ce que permet le rail traditionnel plat.
Chez les ingénieurs et constructeurs de montagnes russes, la technologie des rails tubulaires est incontournable.

## Histoire

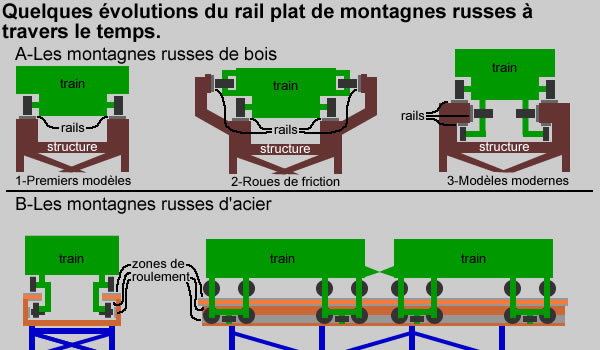
Le rail plat est encore présent de nos jours. Avant 1959, c'était la seule façon de faire rouler un train de montagnes russes.

Le principe de base des montagnes russes, à travers les décennies, est demeuré pratiquement inchangé : un train qui, après avoir été tracté mécaniquement en haut de la plus grande côte, défile sur un tracé composé de bosses et de courbes vertigineuses, mû et successivement ralenti et accéléré par la force gravitationnelle terrestre (par l'énergie cinétique en descente et l'énergie potentielle en montée). À l'origine, les montagnes russes ne roulaient que sur des rails plats supportés par une structure de bois. Par la suite, sont apparus les manèges métalliques et les rails plats en acier.
Malheureusement, cette technologie ne satisfaisait pas tous les constructeurs. En effet, ce type de rails ne permettait pas aux trains de s'engager dans des parcours très tortueux et ne favorisait pas les inversions complètes du train.
Il faut attendre 1959 pour que la compagnie Arrow Dynamics conceptualise pour Disneyland le Matterhorn Bobsleds, premières montagnes russes à rails tubulaires. C'est l'émerveillement. Cette nouvelle technique se développe rapidement et prend place aux côtés des montagnes russes en bois traditionnelles. Une bonne fois pour toutes, les rails tubulaires permettent aux ingénieurs de créer des parcours plus intenses sans avoir peur de voir leur train dérailler ou octroyer trop de pression à la structure. Les tracés se font plus courbés, plus tordus, plus intenses. De surcroît, c'est l'arrivée de la standardisation du fameux looping, l'inversion en boucle à 360°; et du corkscrew en forme de tire-bouchon. Désormais, les inversions sont plus sécuritaires, moins coûteuses et plus faciles à produire. Il n'est plus épisodique de voir des inversions ; c'est même vite devenu, pour ainsi dire, presque un prérequis pour toutes montagnes russes qui se respectent.

## Fonctions
Ce que les rails tubulaires inventés par Arrow Dynamics permettent, c'est d'abord de créer des tracés plus extrêmes et tortueux. Ceci est rendu possible par la forme des rails qui favorise la pose de roues complémentaires permettant au train de se retrouver à l'envers ou sur le côté sans aucun danger tout en conservant une fluidité appréciable et en réduisant au maximum la friction qui ralentit le train prématurément.

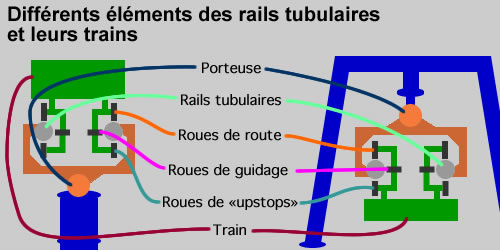
Les éléments des rails tubulaires.

Sur des rails tubulaires, trois types de roues doivent être présentes, autant pour les montagnes russes traditionnelles que pour les montagnes russes inversées, tel qu'illustré.
1. Les roues de route : Ce sont les roues sur le dessus du rail, les indispensables sur n'importe quel objet roulant et celles qui sont les plus sollicitées durant le trajet. Elles sont généralement plus grosses que les autres roues et viennent souvent par paires.
2. Les roues de guidage : Ce sont les roues qui sont montées sur le côté du rail. Elles empêchent le train de bouger latéralement, de sortir du rail lorsqu'il est penché sur le côté et favorisent l'engagement du train dans les courbes prononcées.
3. Les roues de rétention (upstops) : Ce sont les roues qui sont montées sous le rail. Elles empêchent le train de « s'envoler » lorsque la force gravitationnelle devient négative, elles retiennent le train sur le rail lors d'une inversion et favorisent l'engagement du train dans les descentes et les montées prononcées.

## Designs
Plusieurs compagnies d'ingénieurs ont développé leur propre style de rails tubulaires, mais on peut en retenir deux grandes catégories.

### Les rails tubulaires à positionnement intérieur des roues

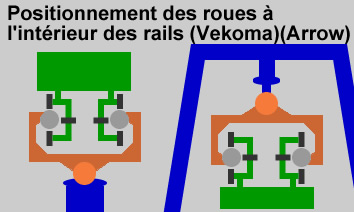
Schéma du positionnement des roues à l'intérieur des rails de Arrow Dynamics.

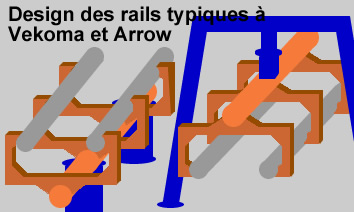
Les rails tubulaires sont intérieurs et reliés à la porteuse cylindrique par des tiges en forme de crochet.

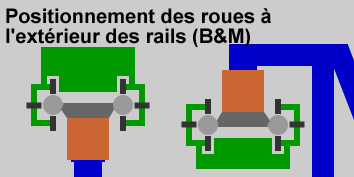
Schéma du positionnement des roues à l'extérieur des rails B&M.

Sur ces rails, les roues de guidage s'emboîtent par l'intérieur. Ainsi, les deux cylindres sont reliés par des tiges « crochets » qui se rattachent à l'extérieur et qui se rejoignent sous le train en laissant assez d'espace pour les roues de rétention.
C'est le design d'origine d'Arrow Dynamics repris par Vekoma et revisité par D. H. Morgan Manufacturing pour n'en nommer que quelques-uns.
Certains amateurs jugent cette disposition plus sujette aux vibrations, ceci dû au fait que les roues de guidage des trains se trouvent à l'intérieur des rails.

### Les rails tubulaires à positionnement extérieur des roues

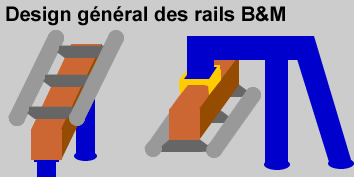
Les rails tubulaires sont extérieurs à la porteuse carrée qui est elle-même supportée par des piliers cylindriques.

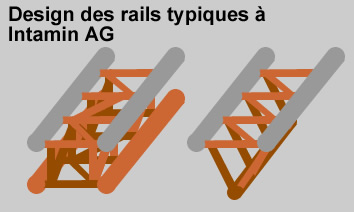
Les rails tubulaires sont extérieurs à la structure porteuse composée de nombreux travers métalliques et forment un prisme rectangulaire ou triangulaire

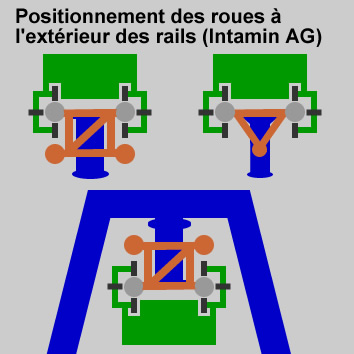
Schéma du positionnement des roues à l'extérieur des rails Intamin

C'est le design qu'ont choisi les compagnies Intamin, Bolliger & Mabillard, Mack rides et Togo entre autres.